# Tea Lukic
Tea Lukic (* 11. September 2004 in Hamburg) ist eine deutsche Tennisspielerin.

## Karriere
Lukic spielt beim TC GW Gifhorn und tritt bislang hauptsächlich auf Turnieren der ITF Juniors World Tennis Tour und der ITF Women’s World Tennis Tour an, wo sie bisher zwei Titel im Doppel gewinnen konnte.
Im Juni 2018 nominierte der DTB Tea Lukic für das Team der U14 für die Europameisterschaften der Junioren und Juniorinnen. Im September gewann sie den Einzeltitel der National Sport Park Open U18, einem ITF-Juniors Grade5-Turnier, im Doppel konnte sie von 2018 bis 2022 mit wechselnden Partnerinnen bereits sieben Juniorentitel gewinnen.
2020 wurde Lukic deutsche Meisterin der U16.
Ab 2019 spielte Lukic Turniere der ITF Women’s World Tennis Tour, wo sie aber im Einzel meist noch in der Qualifikation oder in der ersten Runde des Hauptfeldes scheiterte, im Doppel aber bereits Viertel- und Halbfinals erreichen konnte. Den bisher größten Erfolg erreichte sie mit Joëlle Steur, als die beiden das Finale des Damendoppels beim ITF Leipzig erreichten, wo sie dann aber Noma Noha Akugue und Ella Seidel mit 0:6 und 5:7 unterlagen.
Tea Lukic wurde 2020, 2021 und 2022 ins Porsche Junior Team aufgenommen.

## Turniersiege

### Doppel
| Nr. | Datum             | Turnier            | Kategorie | Belag | Partnerin        | Finalgegnerin                      | Ergebnis |
| --- | ----------------- | ------------------ | --------- | ----- | ---------------- | ---------------------------------- | -------- |
| 1.  | 26. August 2023   | Braunschweig       | ITF W25   | Sand  | Joëlle Steur     | Amelie Van Impe Hanne Vandewinkel  | 6:4, 7:5 |
| 2.  | 9. September 2023 | Kuršumlijska Banja | ITF W15   | Sand  | Anđela Lazarević | Sofiia Nagornaia Karine Sarkissowa | 6:3, 6:2 |